# Raúl González
Raúl González je priimek več oseb:
- Raúl González Blanco (1977-), španski nogometaš.
- Raúl González Gutiérrez (1970-), španski rokometaš.